# همایاک هاروتیونیان (تاریخ‌نگار)
همایاک (هامو) آوتیسی هاروتیونیان (ارمنی: Հմայակ (Համո) Ավետիսի Հարությունյան؛  زادهٔ ۱۲ مارس ۱۹۰۶ - درگذشته ۲۸ اکتبر ۱۹۸۱) یک مورخ و استاد اهل ارمنستان بود.

## زندگی‌نامه
در ۱۲ مارس ۱۹۰۶ در لامزکرت به دنیا آمد و از دانشکده تاریخ دانشگاه دولتی ایروان (۱۹۳۳) فارغ‌التحصیل شد. وی در دانشگاه دولتی علوم پرورشی خاچاطور آبوویان ارمنستان، دانشگاه دولتی ایروان و دانشگاه دولتی شیراک فعالیت می‌کرد.  وی همچنین برنده دانشمند شایسته ارمنستان شوروی (۱۹۵۴) شده است. وی در ۲۸ اکتبر ۱۹۸۱ در سن ۷۵ سالگی در ایروان درگذشت.

## یادداشت
1. ↑  պատմական գիտությունների թեկնածու